# André Jullien

Kardinalswappen von André Jullien

André-Damien-Ferdinand Kardinal Jullien PSS, auch Andrea Jullien (* 25. Oktober 1882 in Pélussin, Frankreich; † 11. Januar 1964 in Rom) war ein Kurienkardinal der römisch-katholischen Kirche.

## Leben
André Jullien erhielt seine theologische und philosophische Ausbildung in Paris und Rom. Er empfing am 1. Oktober 1905 das Sakrament der Priesterweihe. Nach weiterführenden Studien unterrichtete er von 1908 bis 1912 am Seminar von Lyon. Von 1912 bis 1922 arbeitete er als Persönlicher Sekretär von Séraphin Many beim römischen Gerichtshof. 1918 trat er in die Gesellschaft von Saint-Sulpice ein. 1922 wurde André Jullien Auditor der Römischen Rota, 1944 an gleicher Stelle Dekan. Über ihn zirkulierte das Bonmot: „Jullien lebt seit 20, 30, 40 Jahren in Rom, hat die Stadt aber noch nie bei Nacht gesehen.“
Papst Johannes XXIII. nahm ihn 1958 als Kardinaldiakon mit der Titeldiakonie San Giorgio in Velabro in das Kardinalskollegium auf. 1962 ernannte der Papst ihn zum Titularbischof von Corone und spendete ihm die Bischofsweihe; Mitkonsekratoren waren Kardinal Giuseppe Pizzardo und Kardinal Benedetto Aloisi Masella. André Jullien nahm an den ersten drei Sitzungen des Zweiten Vatikanischen Konzils sowie am Konklave des Jahres 1963 teil.
Er starb am 11. Januar 1964 in Rom an Leukämie und wurde in der dortigen Kirche San Giorgio in Velabro bestattet.